# Petersberg (Sassonia-Anhalt)
Petersberg è un comune tedesco situato nel land della Sassonia-Anhalt.

## Storia
Dal 1º gennaio 2010 Petersberg ha incorporato i seguenti ex comuni che ora sono sue frazioni:
- Brachstedt
- Krosigk
- Kütten
- Morl
- Ostrau
- Wallwitz  (Quest'ultima in effetti dal 1º luglio 2006 era già diventata, da comune indipendente, frazione di Götschetal[2]).